# Приходкин, Валерий Дмитриевич
Валерий Дмитриевич Приходкин (род. 1947) — советский и украинский театральный актёр, Заслуженный артист Украины (2009).

## Биография
Родился 9 июля 1947 года на станции Хадабулак Оловяннинского района Читинской области.
Работал на шахтах Суходольска. В 1965 году поступил на филологический факультет в один из ленинградских вузов, но оставил институт. После этого служил в Советской армии. По окончании службы вернулся домой, но через несколько лет он снова приехал в Ленинград, чтобы продолжить обучение. В это время увлёкся театром, часто посещал Александринский и Товстоноговский театры. Работал сантехником в жилконторе.
Свою творческую деятельность начал в 1971 году в Орловском драматическом театре имени И. С. Тургенева.
В 1976 году окончил Воронежский государственный институт искусств и был направлен в Алтайский краевой театр драмы имени В. М. Шукшина. С 1978 года Приходкин является актёром Луганского академического областного русского драматического театра имени П. Б. Луспекаева. За время работы в театре сыграл более 100 ролей.
За роль Соседа в спектакле «Очень простая история» Марии Ладо актёр в 2006 году был награждён Дипломом межрегионального фестиваля «Театральный Донбасс».